# Penisola di San Francisco
La penisola di San Francisco (in inglese San Francisco Peninsula) è una penisola situata in California che separa la baia di San Francisco dall'Oceano Pacifico. Sulla punta settentrionale vi è la città di San Francisco, mentre, nel suo punto meridionale, vi è la contea di Santa Clara, che include le città di Palo Alto, Los Altos e Mountain View. La maggior parte della penisola è compresa nella contea di San Mateo, tra le contee di San Francisco e Santa Clara, e include le città di Atherton, Belmont, Brisbane, Burlingame, Colma, Daly City, East Palo Alto, El Granada, Foster City, Half Moon Bay, Hillsborough, La Honda, Menlo Park, Millbrae, Montara, Pacifica, Pescadero, Portola Valley, Redwood City, San Bruno, San Carlos, San Mateo, South San Francisco, e Woodside.